# Bactrocera visenda
Bactrocera visenda är en tvåvingeart som först beskrevs av Hardy 1951.  Bactrocera visenda ingår i släktet Bactrocera och familjen borrflugor. Inga underarter finns listade.